# St Buryan

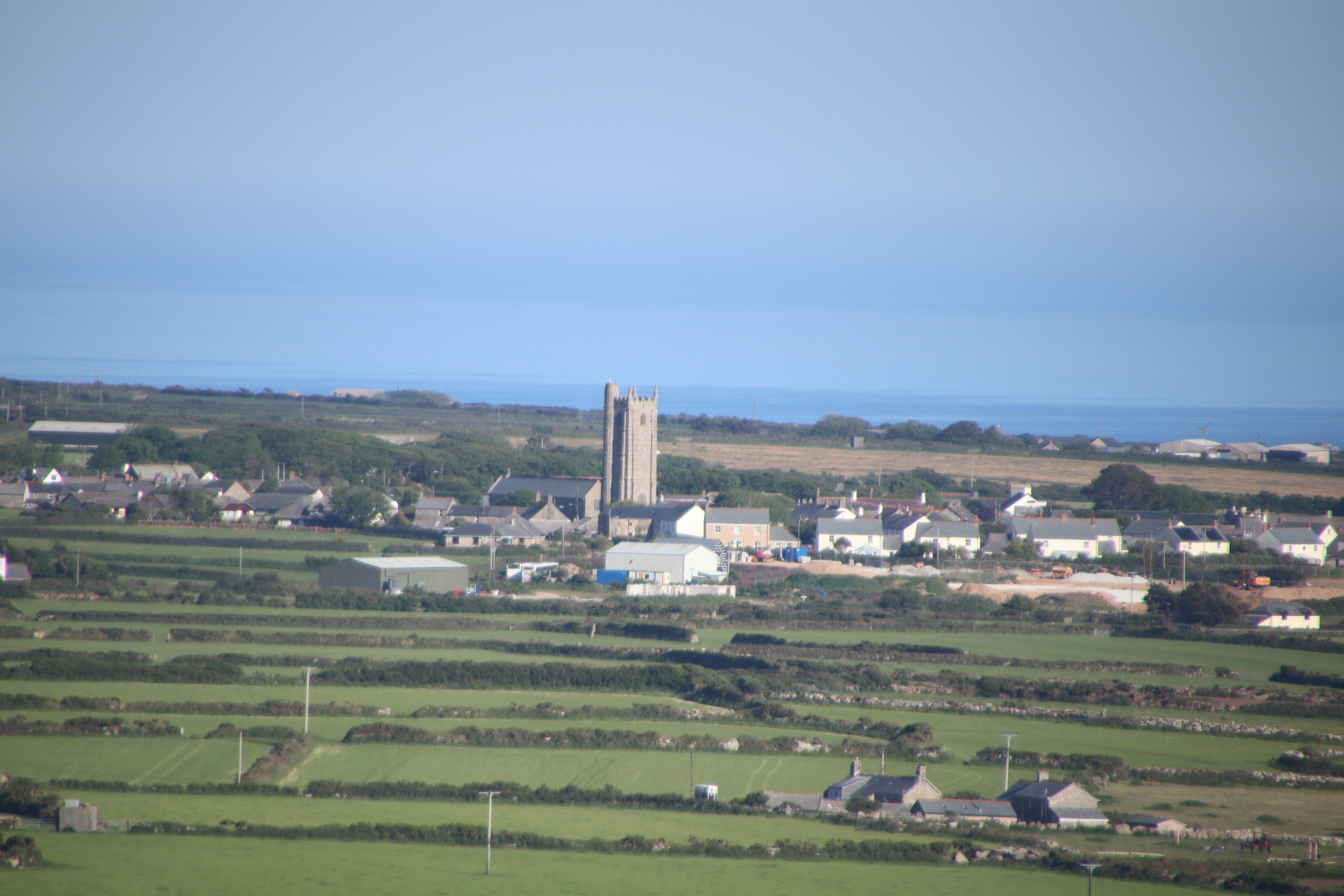
St Buryan Cornwall

St Buryan – wieś w Anglii, w Kornwalii. Leży 8 km na południowy zachód od miasta Penzance i 418 km na zachód od Londynu. W 2001 miejscowość liczyła 1215 mieszkańców. Trzy kilometry na południowy wschód od wioski znajduje się zbudowana w 1965 roku latarnia morska Tater Du.